# ميندي نزار
ميندي نزار مواليد 1982 هي كاتبة سودانية مقيمة في المملكة المتحدة وناشطة في مجال حقوق الإنسان. قضت ميندي ثماني سنوات أسيرة العبودية في السودان ولندن. ثم شاركت في كتابة كتاب عام 2002 بعنوان الرقيق: قصتي الحقيقية.

## الإختطاف
ميندي نوباوية من قرية في جبال النوبة في السودان. وفقا لروايتها عن الاحداث، في عمر اثني عشر أو ثلاثة عشر عاما (تاريخ ميلادها غير معروف تحديدًا نظرًا لعدم توثيق قبيلتها لتواريخ الميلاد)، اختطفت وبيعت كعبدة في السودان بعد غارة للخطف والاستعباد على قريتها. وعلى الرغم من فرار عائلتها من المهاجمين إلى الجبال، فقد انفصلت عن عائلتها وتم القبض عليها من قبل أحد المهاجمين. وعلى مدى ست سنوات، خدمت ميندي أسرة عربية في الخرطوم، حيث أرغمت على الأشغال الشاقة كما تعرضت للإيذاء الجسدي.

## الهروب وطلب اللجوء
وبعد مرور ست سنوات على أسرها، أرسلت ميندي إلى لندن لتكون خادمة منزلية لدبلوماسي سوداني، وهو «عبدل القورونكي- Abdel al-Koronky» القائم بالأعمال السفارة السودانية والمقيم في ويلسدن غرين. بعد ثلاثة أشهر وبمساعدة من زملائها السودانيين تمكنت ميندي من الفرار وطالبت بحق اللجوء. في البداية رفضت الشؤون الداخلية طلبها حتى بعد عامين من تقدمها.
وقد أدى ذلك إلى نشوء حركة داعمة لها، تتألف من أفراد وجماعات حقوق الإنسان، بما في ذلك منظمة مكافحة الرق الدولية. وبحلول وقت الرفض، كانت قد سبق لها نشر سيرتها الذاتية في المانيا التي شارك في تأليفها صحفي محترف بريطاني.
تراجعت وزارة الداخلية عن رفضها في تشرين الثاني / نوفمبر 2002، ومنحتها حق اللجوء السياسي. وجاء في القرار: «نظرا لنشر كتابها وشهرتها البارزة في كل من السودان وأماكن أخرى، فإنني مقتنع بأن السيدة نزر ستواجه صعوبات من شأنها أن تضعها في نطاق اتفاقية عام 1951 لو عادت إلى السودان، ولهذا السبب تقرر الاعتراف بها كلالجئ ومنحها إجازة غير محددة للبقاء في المملكة المتحدة ». وهكذا تكون الحكومة منحتها حق اللجوء بسبب نشر كتابها على نطاق واسع، وليس بسبب تصديقهم للقصة.
في عام 2005، نشرت طبعة اللغة الإنجليزية من سيرتها الذاتية. في عام 2010، تم تقديم قصة حياتها في فيلم «أنا عبدة» على القناة الرابعة الإنجليزية بطولة يونومي موساكو ، وكذلك في مسرحية «الرقيق - مسألة الحرية» من قبل شركة إنتاج فيل جود المسرحية.

## دعوى صحيفة ديلي تلغراف القضائية
بعد أن نشرت صحيفة «صنداي تلغراف» تقريرا منقول عن أقوال ميندي وتجربتها في الرق في سبتمبر / أيلول 2000، رفع القرونكي دعوى قضائية بالقذف. وفي تموز / يوليه 2002 وقبل أن تقدم القضية إلى المحاكمة تراجعت الصحيفة عن قصتها ووافقت على دفع تعويضات .
نزر والمؤلف المشارك بكتابة سيرتها الذاتية، والتي نشرت في عام 2003، قد ألقوا اللوم في هذه النتيجة على عدم الكفاءة المهنية لمراسل التلغراف. على وجه الخصوص إنه لم يلتق بمندي أبدا أو حتى تحدث إليها قبل نشر المقال. كجزء من تسوية القضية تراجعت التلغراف عن القصة بأكملها. وكتب نزر في وقت لاحق أنه كان ينبغي أن تتاح لها الفرصة لتوضيح عدم دقة القصة والإشارة إلى الحقائق التي تحتوي عليها.

## مزيد من الإطلاع
- "Statement on the case of Mende Nazer". 25 أكتوبر 2002. مؤرشف من الأصل في 2002-12-20. اطلع عليه بتاريخ 2011-07-10.
- "Mende Nazer Wins Fight for Asylum". National Coalition of Anti-Deportation Campaigns online. مؤرشف من الأصل في 2010-04-26. اطلع عليه بتاريخ 2009-03-17.
- Szymanski، Tekla (يناير 2003). "Mende Nazer: Fighting for Asylum". World Press  [لغات أخرى]‏ online. ج. 50 ع. 01. مؤرشف من الأصل في 2019-12-12. اطلع عليه بتاريخ 2011-07-08. {{استشهاد بدورية محكمة}}: الاستشهاد بدورية محكمة يطلب |دورية محكمة= (مساعدة)

## وصلات خارجية
"Slave review". ABC Wide Bay Queensland. مؤرشف من الأصل في 2004-04-08. اطلع عليه بتاريخ 2011-07-10.